# Octoblepharum octoblepharoides
Octoblepharum octoblepharoides là một loài rêu trong họ Octoblepharaceae. Loài này được (Brid.) Mitt. mô tả khoa học đầu tiên năm 1885.